# 1906 dans les chemins de fer
Chronologie des chemins de fer
1905 dans les chemins de fer - 1906 - 1907 dans les chemins de fer

## Évènements
- Nouvelle numérotation des machines de la Direction générale impériale des chemins de fer d'Alsace-Lorraine.
- Mise en service de la gare de Hausbergen.

### Avril
- 24 avril, France : ouverture de la ligne 5 du métro de Paris (aujourd'hui ligne 6) entre Passy et Place d'Italie, la section entre Étoile et Passy étant ouverte depuis 1900-1903[1].
- 27 avril, France : déclaration d'utilité publique de la ligne transcévenole.

### Juin
- 2 juin, France : ouverture de la ligne 5 du métro de Paris entre Place d'Italie et Gare d'Orléans (auj. Gare d'Austerlitz)[1].

### Juillet
- 13 juillet, France / Suisse / Italie : la Compagnie de l'Est met en circulation, à partir du 13 juillet, entre Paris et Bâle (Suisse) un nouveau train dans chaque sens, permettant par correspondance rapide à Bâle un voyage  Paris-Milan réduit à 17 heures.
- 14 juillet, France : ouverture de la ligne 5 du métro de Paris entre Gare d'Orléans et Place Mazas (auj. Quai de la Rapée)[1].

### Août
- 4 août, France : ouverture de la ligne Pleyben - Châteaulin-Ville sur le Réseau breton (prolongée le 11 août 1907 jusqu'à Châteaulin, gare du Paris-Orléans).

### Décembre
- 17 décembre, France : ouverture de la ligne 5 du métro de Paris entre Place Mazas et Lancry (auj. Jacques Bonsergent)[1].
- 19 décembre, France : création de la Compagnie des chemins de fer départementaux des Bouches-du-Rhône